# Pterostylis papuana
Pterostylis papuana är en orkidéart som beskrevs av Robert Allen Rolfe. Pterostylis papuana ingår i släktet Pterostylis och familjen orkidéer.

## Underarter
Arten delas in i följande underarter:
- P. p. papuana
- P. p. seramica